# Marek Grzegorz Marczak
Marek Grzegorz Marczak(nascido em 17 de fevereiro de 1969 em Piotrków Trybunalski ) - sacerdote católico romano polonês , doutor em ciências teológicas , reitor do Seminário Maior de Łódź em 2013-2015, bispo auxiliar de Łódź desde 2015, secretário geral do Conferência Episcopal Polonesa de 2024.

## Biografia
Ele nasceu em 17 de fevereiro de 1969 em Piotrków Trybunalski. Em 1987, formou-se na Escola Secundária local nº 1. Bolesław, o Bravo . No mesmo ano iniciou os estudos no Seminário Maior de Łódź. Foi ordenado sacerdote em 11 de junho de 1994 na Arquicatedral de Łódź pelo Arcebispo Núncio Janusz Bolonek . Nos anos 1996-2004, completou estudos especializados no campo da teologia dogmática na Pontifícia Universidade Gregoriana de Roma, graduando-se com doutorado em ciências teológicas.
Nos anos 1994-1996 trabalhou como vigário na paróquia de St. André, o Apóstolo, em Restarzew Poduchowy. Foi designado para a assistência pastoral nas paróquias dos Santos Pedro e Paulo e dos Santos Apóstolos em Łódź. Dorothy e Santo João Batista. Nos anos 2004-2013 foi presidente da comissão arquidiocesana para o apostolado dos leigos, nos anos 2010-2013 foi inspetor catequético e nos anos 2012-2013ocupou o cargo de posição do capelão arquidiocesano dos cientistas. Foi incluído no conselho sacerdotal arquidiocesano.
No Seminário Maior e no Instituto Teológico de Łódź, ensinou teologia dogmática. Nos anos 2013-2015 ocupou o cargo de reitor do Seminário Maior de Łódź.
Em 28 de fevereiro de 2015, o Papa Francisco nomeou-o bispo auxiliar da Arquidiocese de Łódź com a sé titular de Leôncio. Ele foi ordenado bispo em 11 de abril de 2015 na Basílica Arquicatedral de São Pedro. Stanisław Kostka em Łódź . Eles foram dados a ele por Marek Jędraszewski, Arcebispo Metropolitano de Łódź, assistido por Dom Celestino Migliore, Núncio Apostólico na Polônia, e Władysław Ziółek, Arcebispo Metropolitano aposentado de Łódź . Ele adotou as palavras “ Dominus lux mea ” (O Senhor é minha luz) como seu lema episcopal. Assumiu o cargo de vigário geral na Arquidiocese de Łódź. De 30 de janeiro a 4 de novembro de 2017, atuou como administrador da arquidiocese.
Em 2017, no âmbito da Conferência Episcopal Polaca, tornou-se delegado para a Pastoral Académica , e também tornou-se membro da Comissão para a Doutrina da Fé e do Conselho para a Pastoral Juvenil. Em 2024, foi eleito Secretário-Geral da Conferência e tornou-se membro ex officio: do Conselho Permanente, do Conselho da Fundação São José , do Conselho da Fundação Alegria do Amor e da Comissão Mista de Bispos - Superiores Superiores dos Institutos de Vida Consagrada e Sociedades de Vida Apostólica .